# Meeresfrüchteplatte

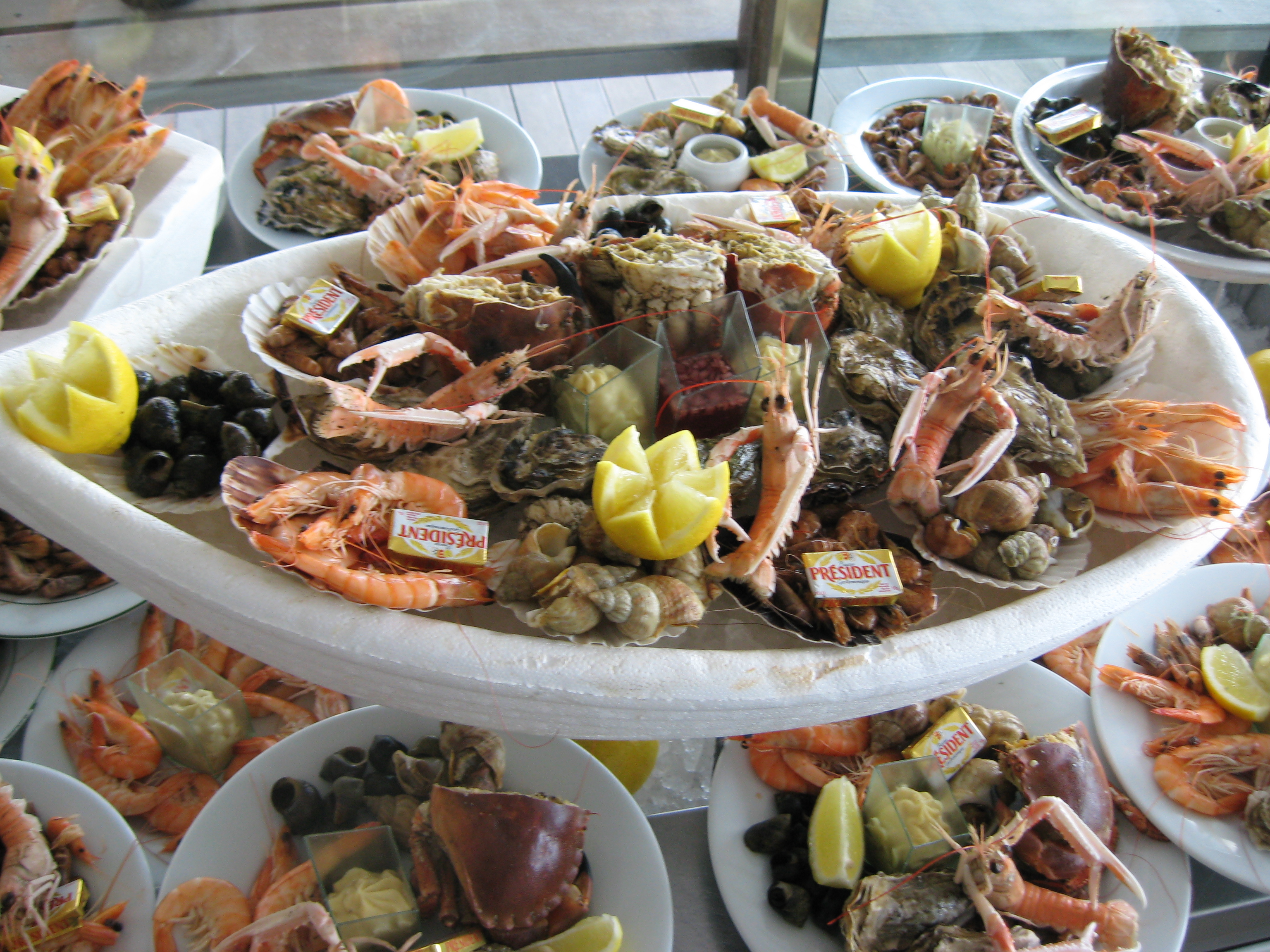
Meeresfrüchteplatten in der Restaurantauslage

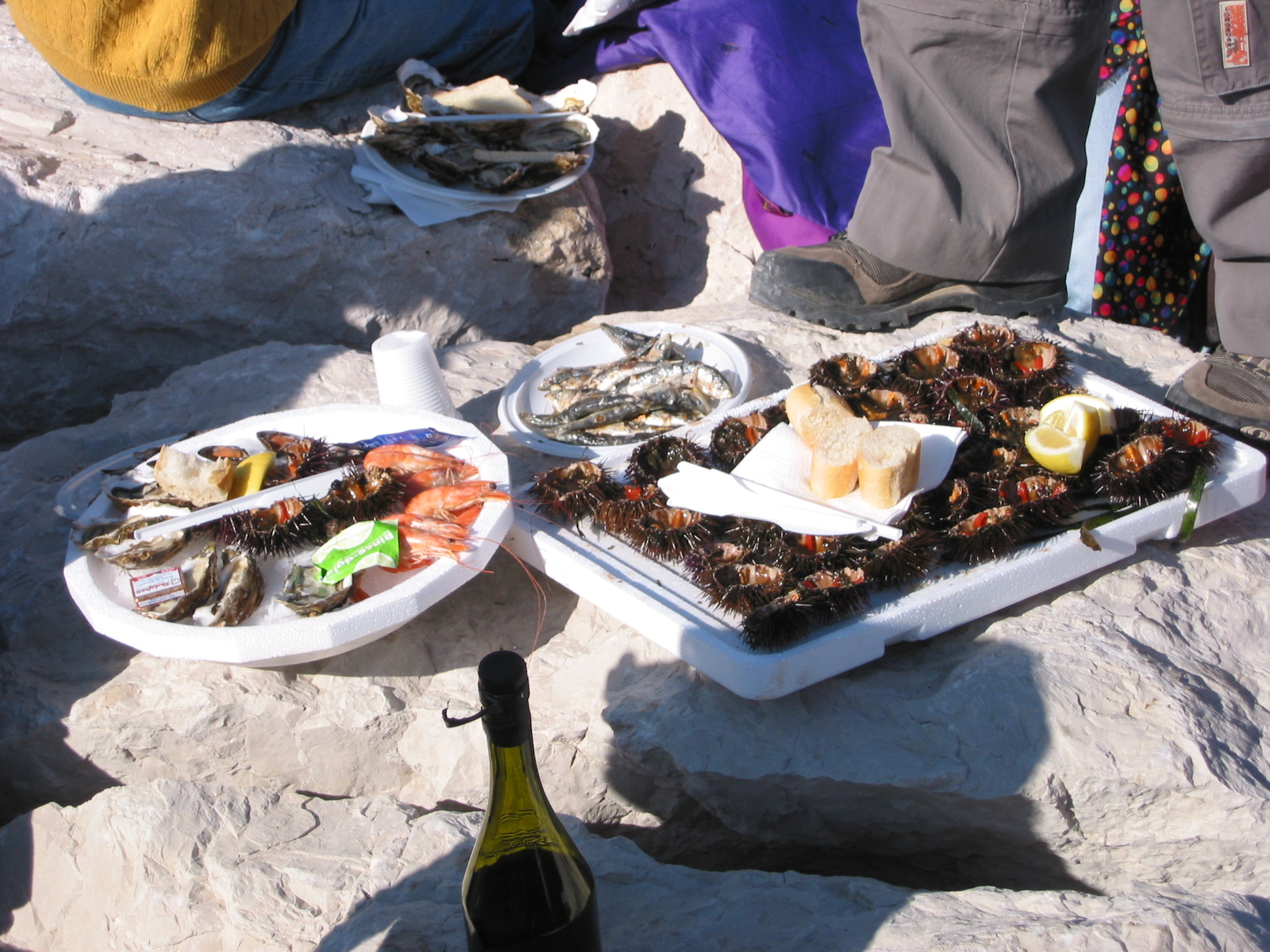
Verkostung von Seeigeln in der Provence.

Eine Meeresfrüchteplatte ist ein Gericht mit Meeresfrüchten, roh oder gekocht, serviert auf einer großen Servierplatte. Die Zusammensetzung variiert je nach Region, Saison und Tagesfang.
Die Entdeckung der Reste der Muschelschalen in der Grotte von Torremolinos belegt, dass Meeresfrüchte vom Menschen und vom Neandertaler schon vor mehr als 150.000 Jahren konsumiert wurden.
Meeresfrüchteplatten sind nicht nur unter Feinschmeckern in Frankreich äußerst beliebt und werden insbesondere an den Küsten gerne verzehrt.

## Zusammensetzung
Auf einer Meeresfrüchteplatte finden sich heute Weichtiere, Schnecken, Muscheln, Schalentiere, Seeigel, Krustentiere. Dazu gehören Herzmuscheln, Austern, Venusmuscheln, Kammmuscheln, Teppichmuscheln, Strandschnecken, Jakobsmuscheln, Samtmuscheln, Wellhornschnecken, Taschenkrebse, Wollkrabben, Garnelen, Hummer, Langusten, Langustinen, Seespinnen, Bärenkrebse und anderes.
Die Meeresfrüchte werden vorzugsweise auf einer ovalen Platte auf einem Bett von Seetang oder Seegras serviert. Vom Servieren auf Eis wird abgeraten, weil es zu einer Geschmacksbeeinträchtigung führt.
Zum Verspeisen der Meeresfrüchte finden diverse Werkzeuge, wie spitze Messer, Nadeln, Zangen und Nussknacker, Fingerschalen und Servietten Verwendung. Verbreitet reicht man dazu Roggenbrot oder dunkles Roggenmischbrot und (teilweise gesalzene) Butter.